# Jorge Brum do Canto
Jorge Brum do Canto (* 10. Februar 1910 in Lissabon; † 7. Februar 1994 ebenda) war ein portugiesischer Filmregisseur.

## Leben
Mit familiären Bindungen zum flämischen und englischen Adel, wurde er in eine materiell wohlhabende Familie geboren. Früh schon interessierte er sich für das Kino. So schrieb er seine erste Filmkritik im Alter von neun Jahren, und seine erste Filmrolle übernahm er mit 15, im Film O Desconhecido von Rino Lupo. Mit 17 wurde er Filmkritiker der Zeitung O Século, bei der er bis 1929 die Filmseite O Século Cinegráfico führte. Er schrieb auch für andere Filmzeitschriften der Zeit (Cinéfilo, Kino und Imagem). Sein inzwischen angefangenes Studium der Rechtswissenschaften brach er ab und widmete sich beruflich dem Film. 
Fasziniert von der französischen Avantgarde, insbesondere von Marcel L’Herbier, führte er 1929 mit dem Kurzfilm A Dança dos Paroxismos ("Der Tanz der Anfälle") erstmals selbst Regie. Es folgten einige Dokumentarfilme. Für José Leitão de Barros’ As Pupilas do Senhor Reitor (1935) und für Chianca de Garcias O Trevo de Quatro Folhas (1936) war er Regieassistent, bevor er mit A Canção da Terra ("Das Lied der Heimaterde") 1938 seinen ersten Langfilm drehte. Mit Zuspruch von Publikum und Kritik gleichermaßen, überzeugte der Film durch den gelungenen Schnitt und seinem modernistischen Geist, trotz der besonders bodenverhafteten Thematik. Es folgten eine Reihe weiterer Spielfilme, die cineastisch meist als durchschnittlich gelten, jedoch durch innovative Themenwahl und teilweise größeren Publikumszuspruch auffallen. So etwa João Ratão von 1940, der sich der portugiesischen Beteiligung am Ersten Weltkrieg annimmt, passend zur portugiesischen Neutralität im gerade ausgebrochenen Zweiten Weltkrieg. Auch Ladrão, precisa-se! ("Dieb gesucht", 1946) hob sich von den Komödien der Zeit durch seinen Schnitt, und durch seinen Versuch, einen an die Music Hall-Filme Hollywoods angelehnten portugiesischen Film zu produzieren ab.
Nach Chaimite, der 1953 propagandistisch die Niederlage König Gungunhanas gegen die portugiesischen Truppen Ende des 19. Jahrhunderts in der damaligen portugiesischen Kolonie Mosambik zeigte, zog sich do Canto bis 1959 vom Filmgeschäft zurück, um sich der Verwaltung seiner Güter auf der Insel Porto Santo und seiner Leidenschaft, dem Hochseeangeln und Sportangeln, zu widmen. In den 1960er Jahren kehrte er zur Regiearbeit zurück, erhielt jedoch keine größere Aufmerksamkeit mehr für seine Filme. In den 1970er Jahren trat er als Schauspieler in Theaterstücken auf, die das staatliche Fernsehen RTP übertrug. O Crime de Simão Bolandas ("Das Verbrechen des Simão Bolanda") war 1984 eine letzte Regiearbeit von ihm, die jedoch ohne nennenswerte Beachtung blieb.

## Filmografie
| - 1929: A Dança dos Paroxismos (auch Schnitt) - 1932: Fabricação de Mangueiras - 1933: Uma Tarde em Alcácer - 1933: Sintra, Cenário de Filme Romântico - 1933: Nada de Novo... em Óbidos - 1933: Abrantes - 1934: O Bicha da Seda - 1938: A Hora H (auch Produzent) - 1938: A Canção da Terra (auch Produzent) - 1940: João Ratão (auch Schnitt) - 1942: Lobos da Serra (auch Schnitt) - 1943: Fátima, Terra de Fé (auch Schnitt&Szenenbild) - 1945: Um Homem às Direitas (auch Schnitt&Szenenbild) - 1946: Ladrão, Precisa-se! (auch Schnitt&Szenenbild) - 1953: Chaimite (auch Schnitt&Szenenbild) - 1963: Retalhos da Vida de Um Médico (auch Schnitt) - 1964: Fado Corrido (auch Schnitt&Szenenbild) - 1968: A Cruz de Ferro (auch Schnitt&Szenenbild) - 1984: O Crime de Simão Bolandas (auch Schnitt) | - 1929: A Dança dos Paroxismos - 1938: A Canção da Terra - 1940: João Ratão - 1942: Lobos da Serra - 1945: Um Homem às Direitas - 1953: Chaimite - 1963: Retalhos da Vida de Um Médico - 1964: Fado Corrido - 1968: A Cruz de Ferro - 1973: Doze Homens em Conflito (TV) - 1984: O Crime de Simão Bolandas | - 1929: A Dança dos Paroxismos - 1953: Chaimite - 1964: Fado Corrido - 1968: A Cruz de Ferro - 1973: Dez Homens em Conflito (TV) - 1973: O Grande Negócio (TV) - 1974: Angústia para o Jantar (TV-Serie) |